# Bajura Adentro
Bajo es un barrio ubicado en el municipio de Patillas en el estado libre asociado de Puerto Rico. En el Censo de 2010 tenía una población de 1530 habitantes y una densidad poblacional de 222,25 personas por km².

## Geografía
Bajo se encuentra ubicado en las coordenadas 17°58′31″N 65°59′22″O / 17.97528, -65.98944. Según la Oficina del Censo de los Estados Unidos, Bajo tiene una superficie total de 6.88 km², de la cual 3.13 km² corresponden a tierra firme y (54.59%) 3.76 km² es agua.

## Demografía
Según el censo de 2010, había 1530 personas residiendo en Bajo. La densidad de población era de 222,25 hab./km². De los 1530 habitantes, Bajo estaba compuesto por el 54.84% blancos, el 30.2% eran afroamericanos, el 0.59% eran amerindios, el 0.07% eran asiáticos, el 10.07% eran de otras razas y el 4.25% pertenecían a dos o más razas. Del total de la población el 99.48% eran hispanos o latinos de cualquier raza.